# Epiactis fecunda
Epiactis fecunda is een zeeanemonensoort uit de familie Actiniidae.
Epiactis fecunda is voor het eerst wetenschappelijk beschreven door Verrill in 1899.